# Tropidophis hendersoni
Tropidophis hendersoni là một loài rắn trong họ Tropidophiidae. Loài này được Hedges & Garrido mô tả khoa học đầu tiên năm 2002.